# Toxoderopsis spinigera
Toxoderopsis spinigera es una especie de mantis de la familia Toxoderidae.

## Distribución geográfica
Se encuentra en la India y en Sri Lanka.